# Imola (Borsod-Abaúj-Zemplén)
Pour les articles homonymes, voir Imola (homonymie).
Imola est un village et une commune du comitat de Borsod-Abaúj-Zemplén en Hongrie.